# Simion Cuciuc
Simion Cuciuc, född 4 juli 1941, är en rumänsk före detta kanotist.
Cuciuc blev olympisk bronsmedaljör i K-4 1000 meter vid sommarspelen 1964 i Tokyo.